# Politikåret 1837

## Händelser
- 26 januari - Michigan blir delstat i USA.[1]
- 4 mars - Martin Van Buren tillträder som USA:s president.[2]
- 15 maj - Tillförordnade Albrecht Elof Ihre efterträder Gustaf af Wetterstedt som Sveriges utrikesstatsminister.[3]
- 18 juni - Adolf Göran Mörner tillträder som Sveriges utrikesstatsminister.[3]

### Fotnoter
1. ↑  ”Michigan” (på engelska). World Statesmen. http://www.worldstatesmen.org/US_states_L-M.html#Michigan. Läst 29 juli 2015.
2. ↑  ”United States of America” (på engelska). World Statesmen. http://www.worldstatesmen.org/United_States.html. Läst 29 juli 2015.
3. 1 2  ”Sweden” (på engelska). World Statesmen. http://www.worldstatesmen.org/Sweden.html. Läst 29 juli 2015.